# Ostindische Pfeilwurz
Ostindische Pfeilwurz (Tacca leontopetaloides, Syn.: Tacca pinnatifida J.R.Forst. & G.Forst.), auch Pia, Loki oder Grüne Fledermauslilie genannt, ist eine Nutzpflanze aus der Familie der Dioscoreaceae.

## Beschreibung
Die mehrjährige krautige Pflanze hat sehr wenige und sehr lange und gestielte Laubblätter. Die ganzrandigen, kahlen Blätter sind dreiteilig handförmig zerschnitten und die fiederigen Lappen sind gelappt bis geschnitten. Sie gehen mit einem 60–90 cm langen, rippigen und hohlen Blattstiel aus der Knollen hervor.
Sie bildet aus den Knollen meist einen oder zwei große, aufrechte und grüne Blütenstände an einem ca. 1,5 m langen, dicken und rippigen, hohlen Blütenstandsschaft. Die etwa 20–30 langstieligen Blüten stehen in einer Dolde mit einem großen, grünlichen Hüllkelch mit blattartigen Hochblättern, unterbrochen von mehreren, grünen bis violetten, etwa 12–20 cm langen, fadenförmigen Deckblättern, Bartfäden. Die zwittrigen Blüten sind dreizählig mit einfacher Blütenhülle. Die 6 Tepalen sind grün bis gelb, die Spitzen manchmal lila, und sie stehen in zwei Kreisen. Die 6 Antheren sind in einer haubenartigen, petaloiden Struktur (Staubfäden) auf den Tepalen angebracht. Der Fruchtknoten ist unterständig in einem kantigen Blütenbecher und die auffällige, breite Narbe an einem kurzen Griffel ist dreilappig mit zweiteiligen, herzförmigen Lappen. Es ist ein Diskus vorhanden.
Es werden rippige, glatte und rundliche bis ellipsoide, vielsamige, etwa 2,5–3,5 Zentimeter lange, gelb-bräunliche Beeren mit Perigonresten an der Spitze gebildet. Die rippigen, eiförmigen und gelb-braunen Samen, mit weicher Samenschale, sind 5–8 Millimeter groß und besitzen einen dünnen Arillus.
Aus den Vorblättern der Blattachselknospen entstehen röhrenartige Aussackungen, die sich ausläuferartig verlängern und dann zu kartoffelartigen, gelblichen Knollen mit einigen „Augen“ anschwellen. Morphologisch gehen die Knollen also aus Blattachselknospen hervor. Diese haben normalerweise ein Gewicht von etwa 100 bis 350 g oder auch einiges mehr sowie eine Größe von 10–15 Zentimeter.

## Verbreitung
Die Ostindische Pfeilwurz kommt ursprünglich von den Tropen Afrikas, Asiens und Australiens bis zu den Inseln im Pazifik vor.

## Inhaltsstoffe
Die Knollen enthalten etwa 25–27,5 % Stärke (Trockenmasse) und werden als Tahiti-, Fidji- oder East Indian-Arrowroot gehandelt.

## Anbau und Verwendung
Diese Pflanzenart wird außer auf den Inseln, auf denen sie ursprünglich vorkommt, in geringem Umfang auch in China, Indochina, Indien und Kamerun angebaut. Sie ist ein wichtiges Nahrungsmittel auf den Fidschi-Inseln und wurde von dort aus bis nach Polynesien und Malaysia verbreitet.

## Zubereitung
Die Sprossknollen sind bitter und müssen vor der Weiterverarbeitung gewässert werden. Die Stärke liefert ein gutes „Brotmehl“ und wird auch gekocht oder als Wäschestärke verwendet.

## Bilder

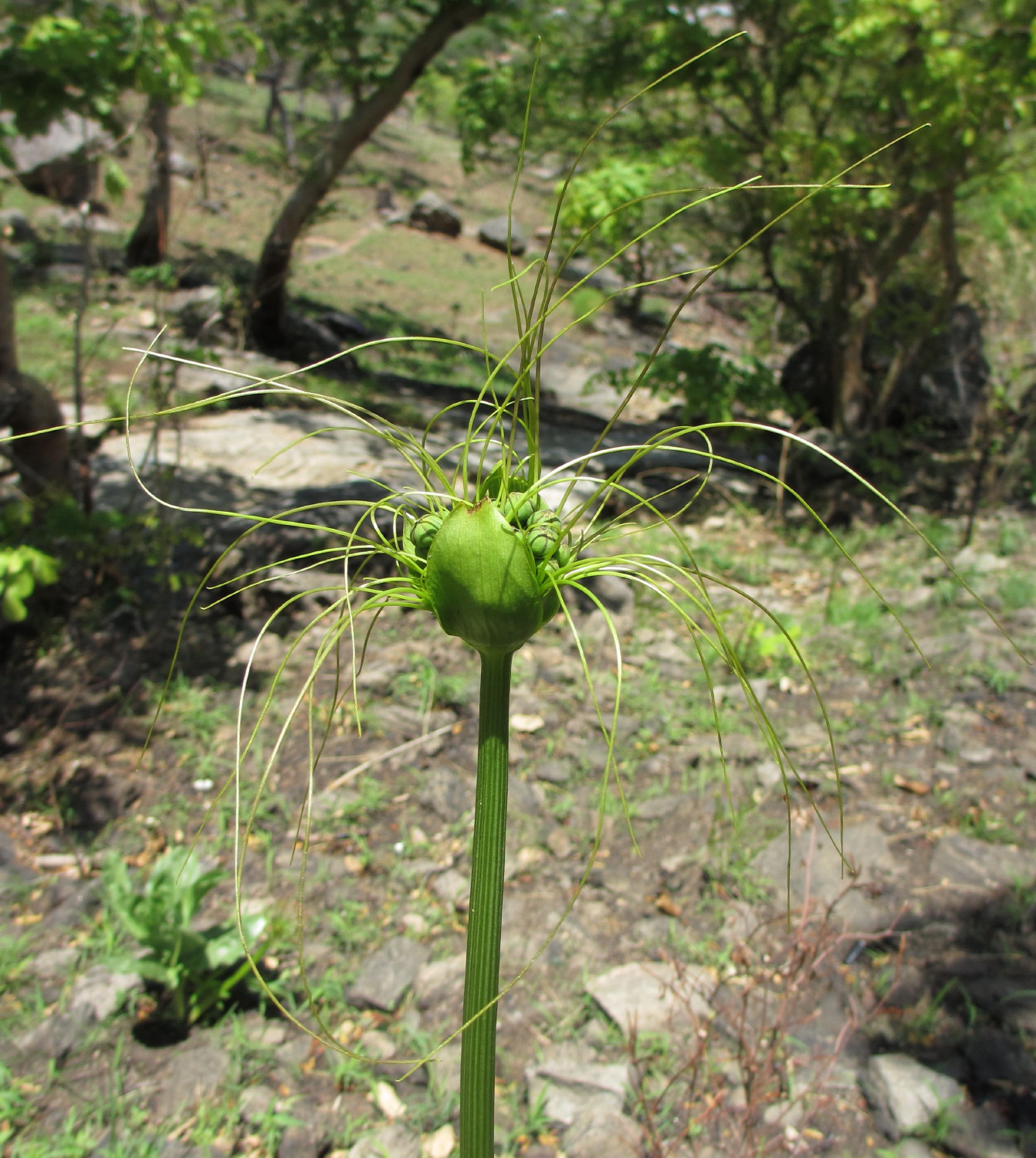
Blütenstand mit langem, rippigen Schaft, Hochblättern und langen Deckblättern
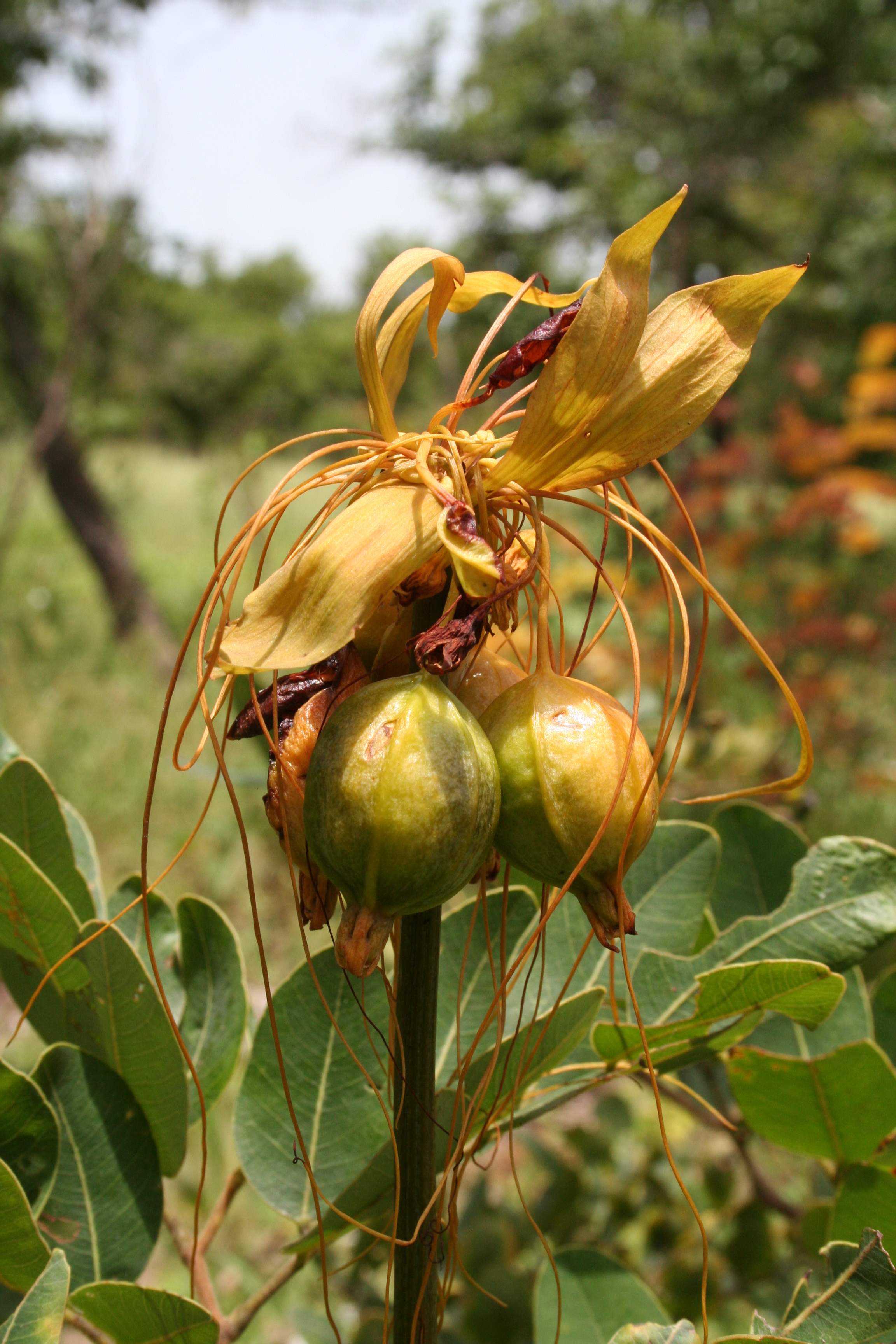
Fruchtstand
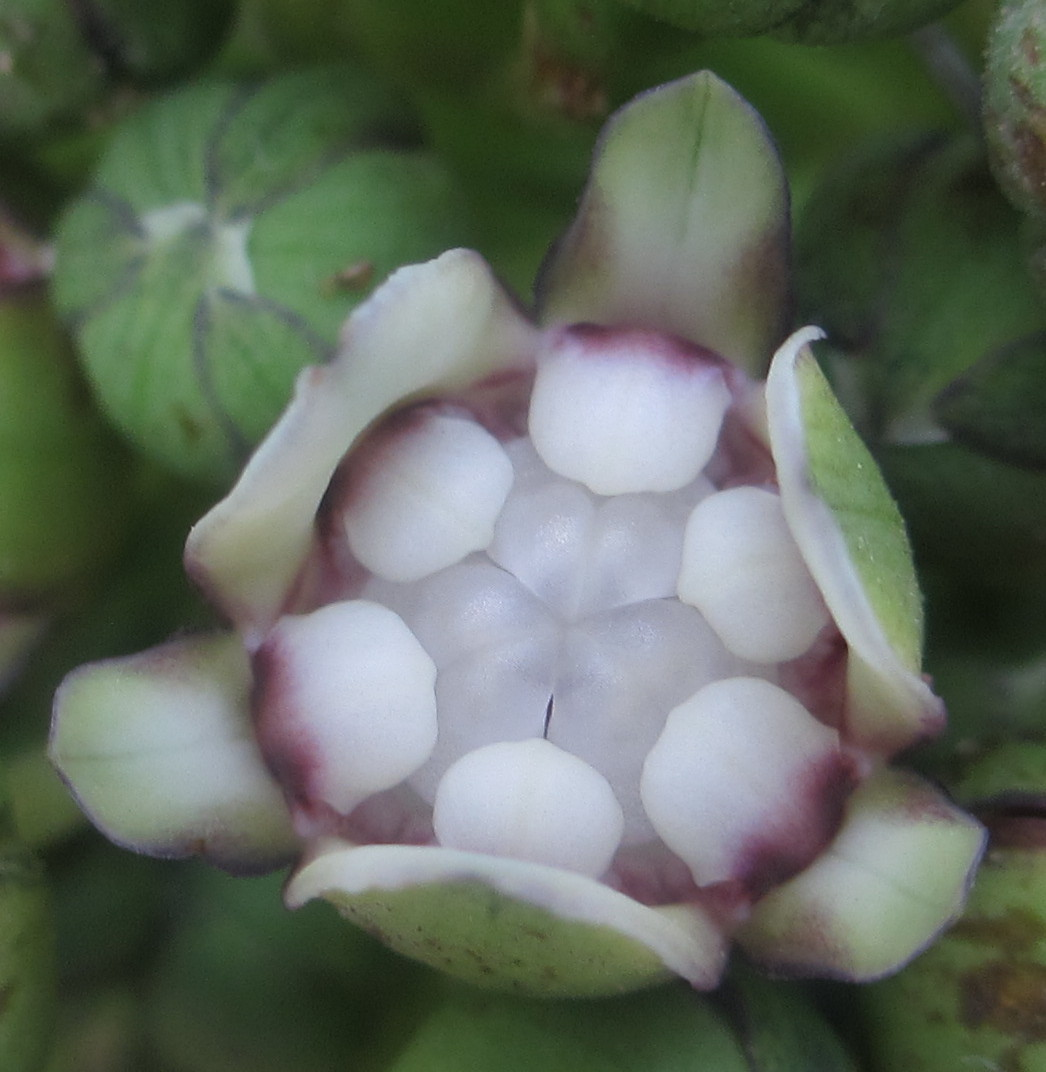
Blüte mit Tepalen, Staubblättern und Narbe
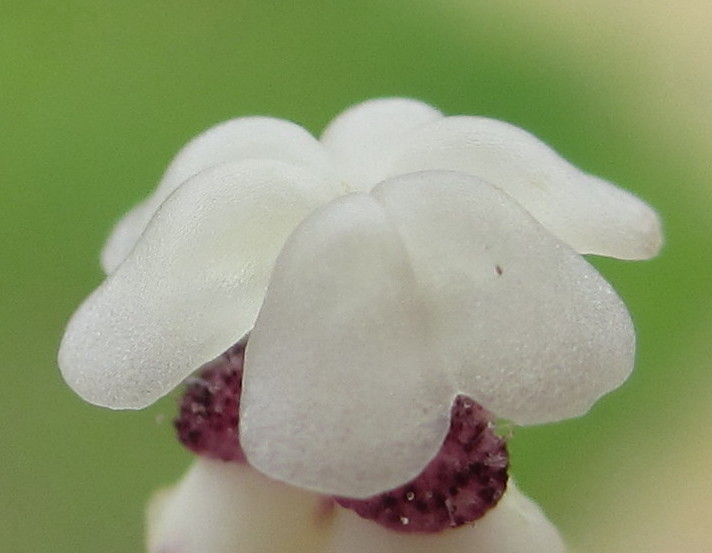
Narbe